# Grup de galàxies

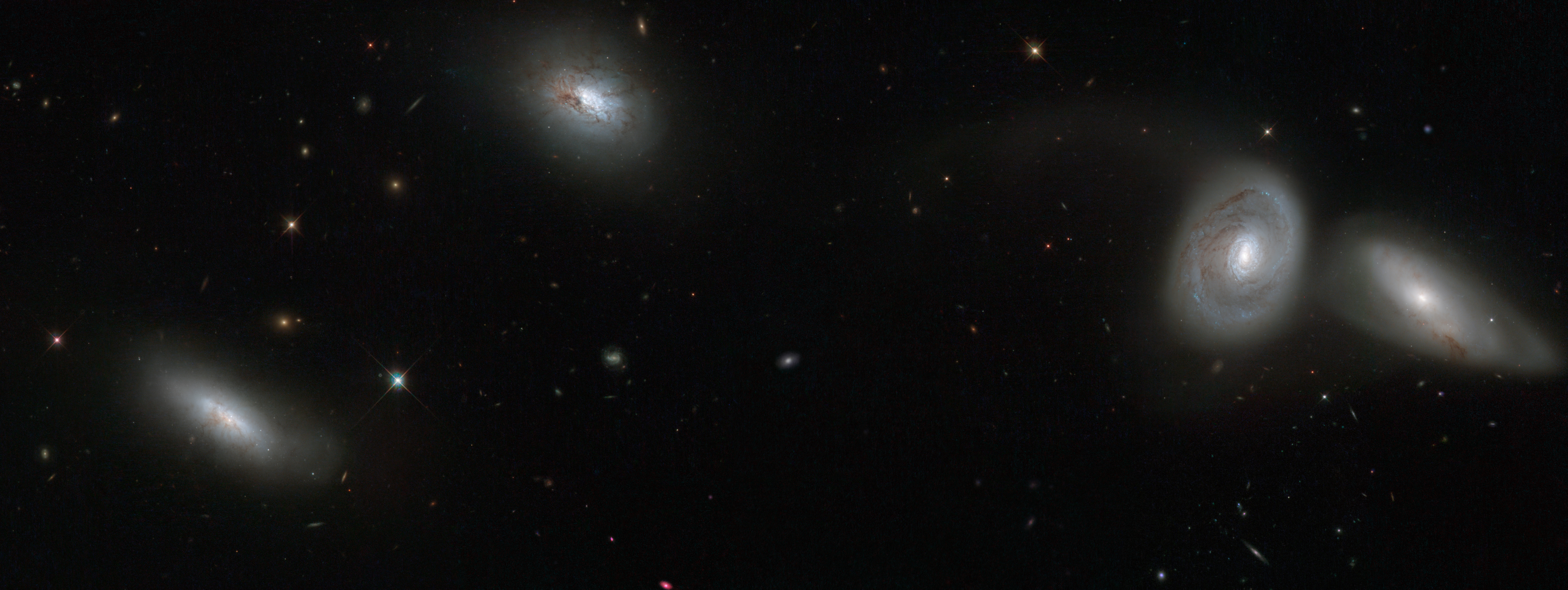
Quatre dels set membres del grup de galàxies HCG 16.

Un grup de galàxies és una agregació de galàxies que comprèn aproximadament 50 o menys membres units gravitacionalment, cadascun almenys tan lluminós com la Via Làctia, (aproximadament 10¹⁰ vegades la lluminositat del nostre sol), les col·leccions de galàxies més grans en primer ordre es diuen cúmuls de galàxies. Els grups i cúmuls de galàxies poden agrupar-se en supercúmuls de galàxies.
La Via Làctia és part d'un grup de galàxies, anomenat Grup Local.

## Característiques
Els grups de galàxies són l'exemple més petit de galàxies. En general, no contenen més de 50 galàxies en un diàmetre d'1 a 2 megaparsecs (Mpc). La seva massa és d'aproximadament 1013 masses solars. La propagació de les velocitats per a les galàxies individuals és d'aproximadament 150km/s. No obstant això, aquesta definició ha d'usar-se només com una guia, ja que els sistemes de galàxies més grans i massius de vegades es classifiquen com a grups de galàxies.
Els grups són les estructures més comunes de galàxies en l'univers, que comprenen almenys el 50% de les galàxies en l'univers local. Els grups tenen un rang de massa entre les galàxies el·líptiques molt grans i els cúmuls de galàxies. En l'univers local, aproximadament la meitat dels grups exhibeixen emissions difuses de rajos X dels seus medis intragrups. Els que emeten rajos X semblen tenir galàxies de tipus primerenc com a membres. Les emissions difuses de rajos X provenen de zones dins del 10-50 % intern del radi virial dels grups, generalment 50-500 kpc (Kiloparsec).

## Tipus
Hi ha varis subtipus de grups.

### Grups compactes
Un grup compacte consisteix en un petit nombre de galàxies, típicament al voltant de cinc, molt a prop i relativament aïllades d'altres galàxies i formacions. El primer grup compacte que es va descobrir va ser el Quintet d'Stephan, trobat en 1877. El Quintet d'Stephan és un grup compacte de quatre galàxies més una de primer pla no associada. L'astrònom Paul Hickson va crear un catàleg d'eixos grups en 1982, els Grups Compactes de Hickson.
Grups compactes de galàxies mostren fàcilment l'efecte de la matèria fosca, ja que la massa visible és molt menor que la necessària per mantenir gravitacionalment a les galàxies juntes en un grup unit. Els grups de galàxies compactes tampoc són dinàmicament estables durant el temps de Hubble, cosa que demostra que les galàxies evolucionen per fusió, al llarg de l'escala de temps de l'era de l'univers.

### Grups fòssils
Es creu que els grups de galàxies fòssils o els grups fòssils són el resultat final de la fusió de galàxies dins d'un grup de galàxies normal, deixant enrere l'halo de rajos X del grup progenitor. Les galàxies dins d'un grup interactuen i es fusionen. El procés físic darrere d'aquesta fusió galàxia-galàxia és la fricció dinàmica. Les escales de temps per a la fricció dinàmica en les galàxies lluminoses (L*) suggereixen que els grups fòssils són sistemes antics i imperturbables que han vist poca caiguda de galàxies L* des del seu col·lapse inicial. Els grups fòssils són, per tant, un laboratori important per estudiar la formació i evolució de galàxies i el medi intragrup en un sistema aïllat. Els grups fòssils encara poden contenir galàxies nanes no fusionades, però els membres més massius del grup s'han condensat en la galàxia central.
El grup fòssil més proper a la Via Làctia és NGC 6482, una galàxia el·líptica a una distància d'aproximadament 180 milions d'anys llum situada en la constel·lació d'Hèrcules.

### Protogrups
Els protogrups són grups que estan en procés de formació. Són la forma més petita de protoclusters. Contenen galàxies i protogalàxies incrustades en halos de matèria fosca que estan en procés de fusionar-se en formacions grupals d'halos de matèria fosca singulars.

## Llista
| Grup              | Notes                                                                         |
| ----------------- | ----------------------------------------------------------------------------- |
| Grup local        | El grup on s'hi troba la Via Làctia.                                          |
| Quintet d'Stephan | Un dels grups més fotogènics.                                                 |
| Quartet de Robert | Un altre grup molt notable.                                                   |
| Grup de balas     | El grup de fusió exhibeix separació de la matèria fosca de la matèria normal. |